# Irene von Oranien-Nassau

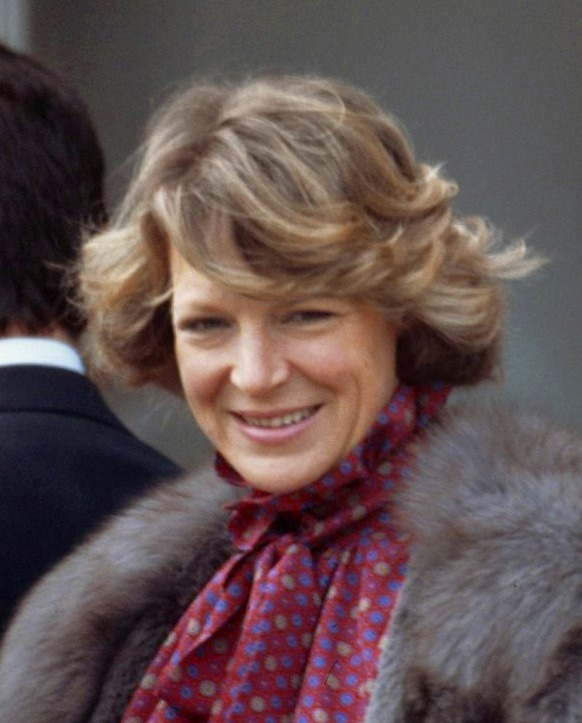
Prinzessin Irene (1978)

Irene Emma Elisabeth (* 5. August 1939 im Palais Soestdijk), Prinzessin der Niederlande, Prinzessin von Oranien-Nassau, Prinzessin zur Lippe-Biesterfeld, ist eine der drei Schwestern von Beatrix der Niederlande. Inzwischen nennt sie sich Irene van Lippe-Biesterfeld.
Sie ist die zweitälteste Tochter von Königin Juliana und ihrem Ehemann Prinz Bernhard.
Durch ihre Hochzeit mit dem carlistischen Prätendenten Prinz Carlos Hugo von Bourbon-Parma im Jahr 1964 ohne die Zustimmung des Parlaments verlor sie offiziell die Zugehörigkeit zum Königshaus und infolge ihres Übertritts zum Katholizismus das Thronfolgerecht. 1981 wurde die Ehe wieder geschieden. Irenes jüngere Schwester Christina verlor aus ähnlichen Gründen ihre Zugehörigkeit zum niederländischen Königshaus, dem außer Beatrix von ihren Schwestern offiziell nur noch Margriet angehört.
Sie ist Mitglied im Club of Budapest, einer weltweiten Vereinigung zur Förderung einer Kultur globaler Verantwortung.

## Familie
Prinzessin Irene und Prinz Carlos Hugo haben vier Kinder:
1. Carlos Javier Bernardo (* 27. Januar 1970). Er hat mit Brigitte Klynstra (1959–2010) einen Sohn namens Carlos Hugo Roderik Sybren Klynstra, ab 2018 De Bourbon de Parme und Prinz[4] (* 1997). 2010 heiratete Prinz Carlos in Wijk bij Duurstede Annemarie Gualthérie van Weezel (* 1977).[5] Mit ihr hat er zwei Töchter und einen Sohn:Prinzessin Irene mit ihrer Mutter Königin Juliana bei der Taufe von Prinz Carlos am 10. Februar 1970

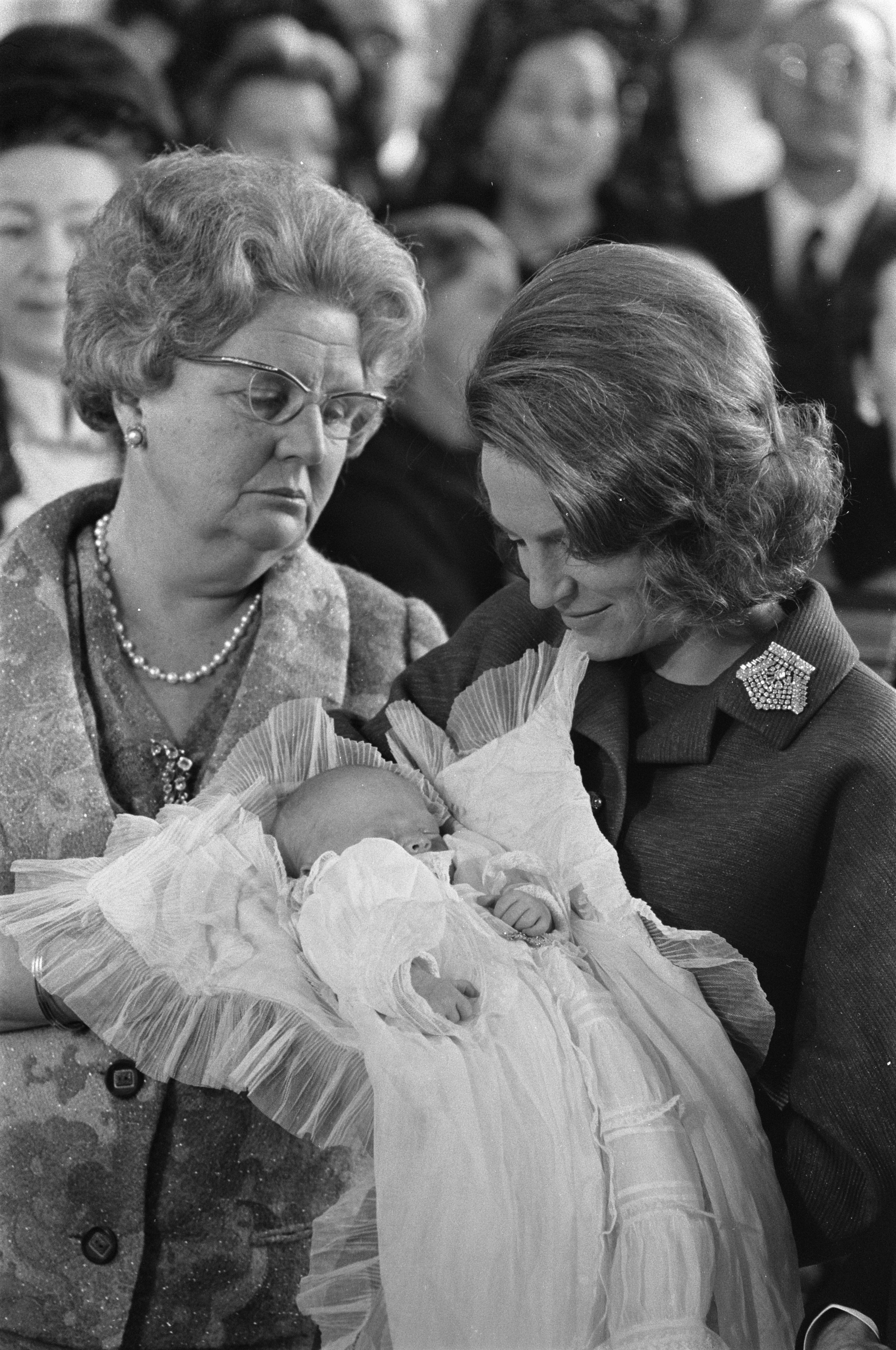
Prinzessin Irene mit ihrer Mutter Königin Juliana bei der Taufe von Prinz Carlos am 10. Februar 1970

  1. Luisa Irene Constance Anna Maria (* 10. Mai 2012 in Den Haag)
  2. Cecilia Maria Johanna Beatrix (* 17. Oktober 2013 in Den Haag)
  3. Carlos Enrique Leonard (* 24. April 2016)
2. Margarita Maria Beatrix (* 1972). Sie war von 2001 bis 2006 mit Edwin de Roy van Zuydewijn verheiratet. Im Mai 2008 heiratete sie den niederländischen Juristen Tjalling ten Cate. Aus ihrer zweiten Ehe hat sie zwei Töchter. Während der Ehe mit Edwin de Roy van Zuydewijn kam es zu einem vorübergehenden Bruch mit der königlichen Familie: 2003 hatte Margarita der Königin öffentlich vorgeworfen, sie habe sie und ihren Ehemann überwachen lassen. Tatsächlich wurde der Vorwurf insoweit bestätigt, dass sein finanzieller Hintergrund geprüft worden war, obwohl dies nur bei neuen Mitgliedern des Königshauses, nicht der weiter gefassten Königlichen Familie üblich ist. Dabei hatte die Königin den entsprechenden Beamten den Befehl am Innenminister vorbei geben lassen. Aus der zweiten Ehe hat sie zwei Töchter:
  1. Julia Carolina Catharina ten Cate (* 3. September 2008 in Amsterdam)[6]
  2. Paola Cecilia Laurentien ten Cate (* 25. Februar 2011 in Den Haag)[7]
3. Jaime (genannt Jacques) Bernardo (* 1972), Herzog von San Jaime, Graf von Bardi, Prinz von Bourbon-Parma. Er heiratete am 5. Oktober 2013 in Apeldoorn die gebürtige Ungarin Viktória Cservenyák (* 1982). Gemeinsam haben sie zwei Töchter:
  1. Zita Clara Prinzessin von Bourbon-Parma (* 21. Februar 2014 in Amsterdam)
  2. Gloria Irene Prinzessin von Bourbon-Parma (* 9. Mai 2016 in Rom)
4. Maria Carolina Christina (* 1974) heiratete am 16. Juni 2012 in Florenz Albert Brenninkmeijer, dessen Familie C&A gegründet hat.
  1. Alaïa-Maria Irene Cécile Brenninkmeijer (* 20. Mai 2014 in Zürich)[8]